# Raión de Ivanychi
Iványchi (en ucraniano: Іваничівський район) fue un raión o distrito de Ucrania en el óblast de Volinia entre 1940 y 2020. En la reforma territorial de 2020, su territorio fue incluido en el raión de Volodímir.
Comprendía una superficie de 645 km².
La capital era el asentamiento de tipo urbano de Iványchi.

## Subdivisiones
El raión, que abarcaba 59 localidades, se dividía hasta 2015 en el asentamiento de tipo urbano de Iványchi y 23 consejos rurales. Tras la reforma de 2015, el raión se adaptó completamente al nuevo régimen local, dividiéndose desde entonces en cuatro nuevas "comunidades territoriales unificadas" (hromada), una de ellas con capital en Iványchi y otras tres en los pueblos de Lytóvezh, Pavlivka y Porómiv. Dentro de su territorio se enclavaban la ciudad de importancia regional de Novovolynsk y el asentamiento de tipo urbano de Blahodatne, que no formaban parte del raión y formaban conjuntamente una unidad directamente subordinada a la óblast.

## Demografía
Según estimación 2010 contaba con una población total de 32591 habitantes.

## Otros datos
El código KOATUU es 721100000. El código postal 45300 y el prefijo telefónico +380 3372.